# Samuel Crell
Samuel Crell-Spinowski (1660–1747) (Samuel Crellius Spinovius, Lucas Mellierus Artemonius) (*  Kluczbork,  25 de Março de 1660 † Amsterdam, 9 de Junho de 1747), foi pregador, filósofo e teólogo ariano, pastor da Igreja da Irmandade polonesa. Era neto de Johannes Crellius (1590-1633), reitor da Academia de Raków, na Polônia.

## Biografia
Era filho de Christopher Crellius (1622-1680). A mãe de Samuel morreu quando ele tinha 6 anos, e seu pai, então, decidiu mandar para a Inglaterra Christopher, seu irmão mais velho e uma de suas irmãs. Samuel permaneceu na Polônia, junto de seu pai, que mais tarde voltou a se casar e se tornou pai de Paweł Crell-Spinowski (1678-1760). Há registros de que Samuel estudou na Inglaterra, mas quando seu pai, Christopher Crell, morreu em 1680, o irmão mais velho de Samuel, Christopher Crell Jr, parece não ter ido para a Inglaterra, mas tendo estudado medicina em Leiden, não tendo retornado para estudar medicina em Londres até 1683. Samuel estudou teologia em Leiden e teologia em Amsterdam.
Inicialmente Crell trabalhou como pregador nas pequenas comunidades socinianas em Brandemburgo, na Silésia, fugindo das perseguições aos socinianos, na Polônia, onde escritos socinianos foram queimados e outras pessoas eram obrigadas a abjurar a própria fé. Durante algum tempo também atuou como pastor em Königswalde. De 1706 a 1707 atuou como ministro na igreja sociniana em Lubniewice, seguindo depois para Królowa Wola, dentro do principado de Łódź. Na Prússia e na Lituânia serviu como líder espiritual, tendo como precursores o teólogo polonês Samuel Przypkowski (1592-1670) e o poeta Zbigniew Morsztyn (1628-1689) Ele trabalhou em conjunto com seu irmão Pawel Crellius (1678-1760), 17 anos mais jovem que ele, como ministro na igreja de Kosinowo. 
Samuel manteve contato com representantes da Reforma na Inglaterra e Holanda, dentre eles, John Locke, Isaac Newton e Anthony Ashley-Cooper, 3º Conde de Shaftesbury, que também foi patrono de Paweł Crell-Spinowski (1678-1760). Samuel Crellius foi autor de mais de 20 obras sobre filosofia e teologia em Latim, publicadas em Amsterdam, Londres e Königsberg. 
Há registros em fontos polonesas que Samuel teve dois filhos, que emigraram para a Geórgia, nos Estados Unidos, divulgando nesses lugares a doutrina sociniana.

## Obras
- Initium evangelii S. Joannis Apostoli ex antiquitate ecclesiastica restitutum, ididemque nove ratione illustratum, 1726, sob o pseudônimo de Lucas Mellierus Artemonius[3].
- Fides primorum Christianorum ex Barnaba, Herma et Clemente Romano illustrata. London 1697
- Cogitationum novarum de primo Adamo s. de ratione salutis per illum amissae per hunc recuperatae compendium. Amsterdam 1700